# Ša'ar ha-Golan
Ša'ar ha-Golan (hebrejsky מַסָּדָה, doslova "Brána Golan", anglicky Sha'ar HaGolan) je vesnice typu kibuc v Izraeli, v Severním distriktu, v Oblastní radě Emek ha-Jarden.

## Geografie
Leží v Galileji v nadmořské výšce 188 metrů pod mořskou hladinou 2 kilometry jižně od břehů Galilejského jezera poblíž soutoku řek Jordán a Jarmuk v oblasti s intenzivním zemědělstvím.
Vesnice se nachází cca 12 kilometrů jihojihovýchodně od města Tiberias, cca 102 kilometrů severovýchodně od centra Tel Avivu a cca 60 kilometrů jihovýchodně od centra Haify. Ša'ar ha-Golan obývají Židé, přičemž osídlení v tomto regionu je ryze židovské.
Ša'ar ha-Golan je na dopravní síť napojen pomocí dálnice číslo 90.

## Dějiny
Ša'ar ha-Golan byl založen v roce 1937. Šlo o opevněnou osadu typu Hradba a věž, která byla založena 21. března 1937 v tentýž den jako sousední osada Masada. Zakladateli osady byla skupina židovských přistěhovalců z Československa a Polska, kteří do Palestiny dorazili roku 1930 a od té doby prodělávali společný zemědělský výcvik.
Ve 30. a 40. letech 20. století sloužil kibuc jako tranzitní místo pro ilegální židovské imigranty, kteří tudy přecházeli ze Sýrie do tehdejší britské Palestiny.
Během války za nezávislost v roce 1948 kibuc Ša'ar ha-Golan (a sousední Masadu) napadla syrská armáda. Obyvatelé obou židovských vesnic odrazili prvotní útok. Pak osadníci zvolili metodu psychologického boje a několik nocí po sobě vypravovali z vesnice a zpět konvoje všech dostupných traktorů a nákladních vozů, které se zapnutými světly křížovaly krajinu, aby vzbudily dojem vojenských přesunů. Z Ša'ar ha-Golan byly mezitím evakuovány děti. 18. května 1948 ale začal nový útok Syřanů vedený 1.brigádou syrské armády. Po těžkém ostřelování se obyvatelé osady rozhodli téhož dne večer vyklidit svou vesnici a uchýlili se provizorně do sousedních kibuců Bejt Zera a Afikim. Syřané pak pronikli do opuštěného kibucu , vyrabovali ho a zapálili. Teprve po třech dnech Ša'ar ha-Golan ovládli znovu Izraelci, když osadníky podpořily vojenské jednotky.
Roku 1949 měl kibuc 408 obyvatel a rozlohu katastrálního území 1 340 dunamů (1,34 kilometru čtverečního).
Během opotřebovací války na přelomu 60. a 70. let 20. století se v oblasti odehrávaly četné přeshraniční incidenty. Už předtím, v říjnu 1966, zde zemřeli čtyři příslušníci hraniční policie, když jejich vůz najel na minu. Izrael pak kvůli tomu podal v OSN stížnost na Sýrii.
Ekonomika obce je založena na zemědělství, turistickém ruchu (ubytování) a průmyslu (továrna na plastové výrobky).

## Archeologie
Byly zde odkryty zbytky 8 tisíc let staré vesnice, jejíž keramika je nejstarší dosud objevená keramika v Izraeli. Šlo o jedinečnou neolitickou kulturu (Jarmucká kultura). Roku 1950 zde bylo založeno Muzeum jarmucké kultury (dnes Muzeum jarmucké kultury Jehudy Rotha), které 40 let vedl jeho zakladatel Jehuda Roth.

## Demografie
Obyvatelstvo kibucu Ša'ar ha-Golan je sekulární. Podle údajů z roku 2014 tvořili naprostou většinu obyvatel v kibucu Ša'ar ha-Golan Židé – cca 500 osob (včetně statistické kategorie "ostatní", která zahrnuje nearabské obyvatele židovského původu ale bez formální příslušnosti k židovskému náboženství, cca 600 osob).
Jde o menší sídlo vesnického typu s dlouhodobě stagnující populací. K 31. prosinci 2014 zde žilo 567 lidí. Během roku 2014 populace stoupla o 0,0 %.
| Rok            | 1948 | 1949 | 1961 | 1972 | 1983 | 1995 | 2001 | 2003 | 2004 | 2005 | 2006 | 2007 | 2008 | 2009 | 2010 | 2011 | 2012 | 2013 | 2014 |
| -------------- | ---- | ---- | ---- | ---- | ---- | ---- | ---- | ---- | ---- | ---- | ---- | ---- | ---- | ---- | ---- | ---- | ---- | ---- | ---- |
| Počet obyvatel | 403  | 408  | 528  | 596  | 662  | 586  | 519  | 491  | 500  | 498  | 504  | 513  | 506  | 533  | 532  | 548  | 575  | 567  | 567  |

## Význační rezidenti
- Miriam Rothová, průkopnice předškolního vzdělávání
- Jehuda Roth, archeolog

## Obrazárna

Kibuc Ša'ar ha-Golan
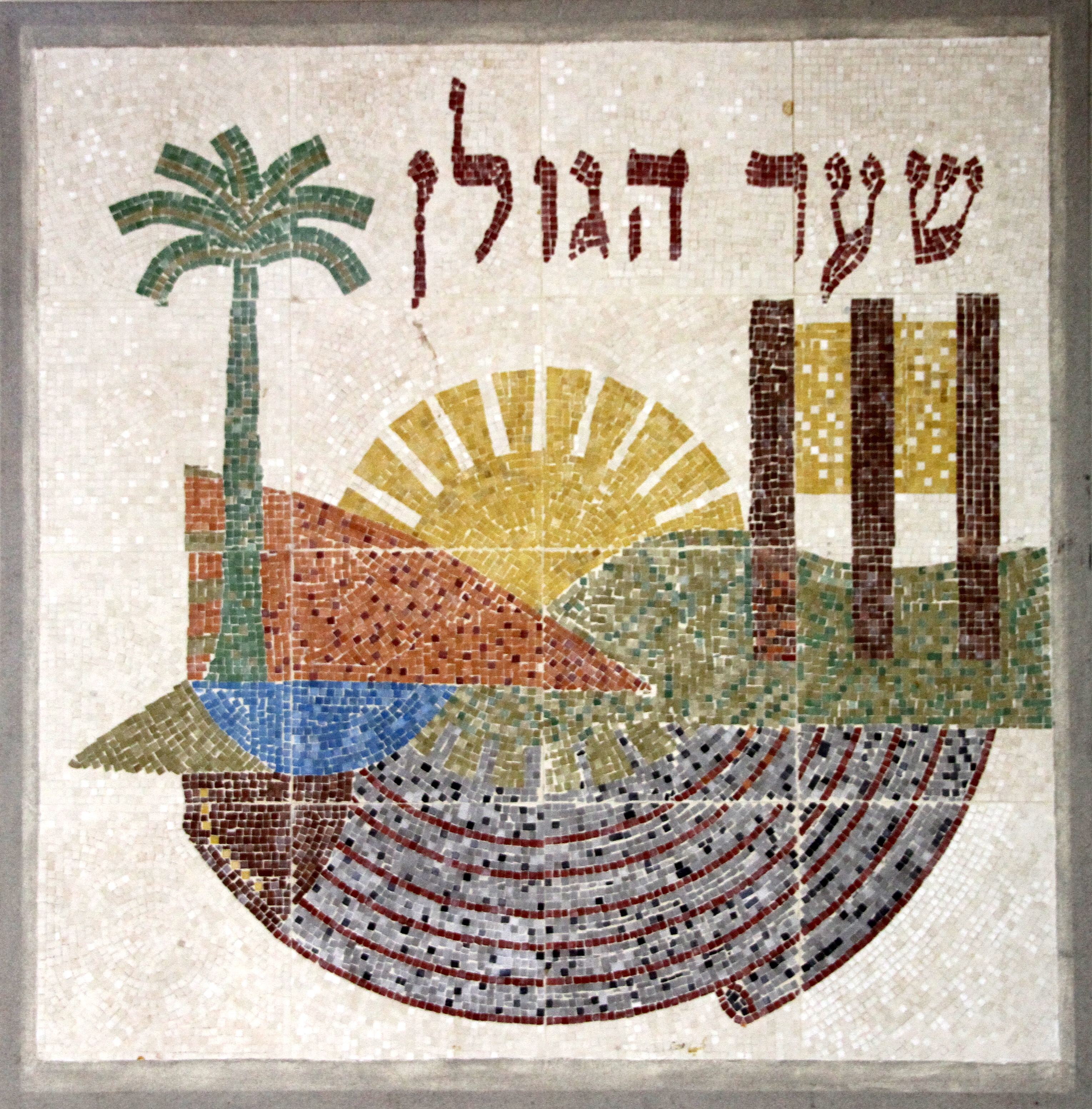
Erb
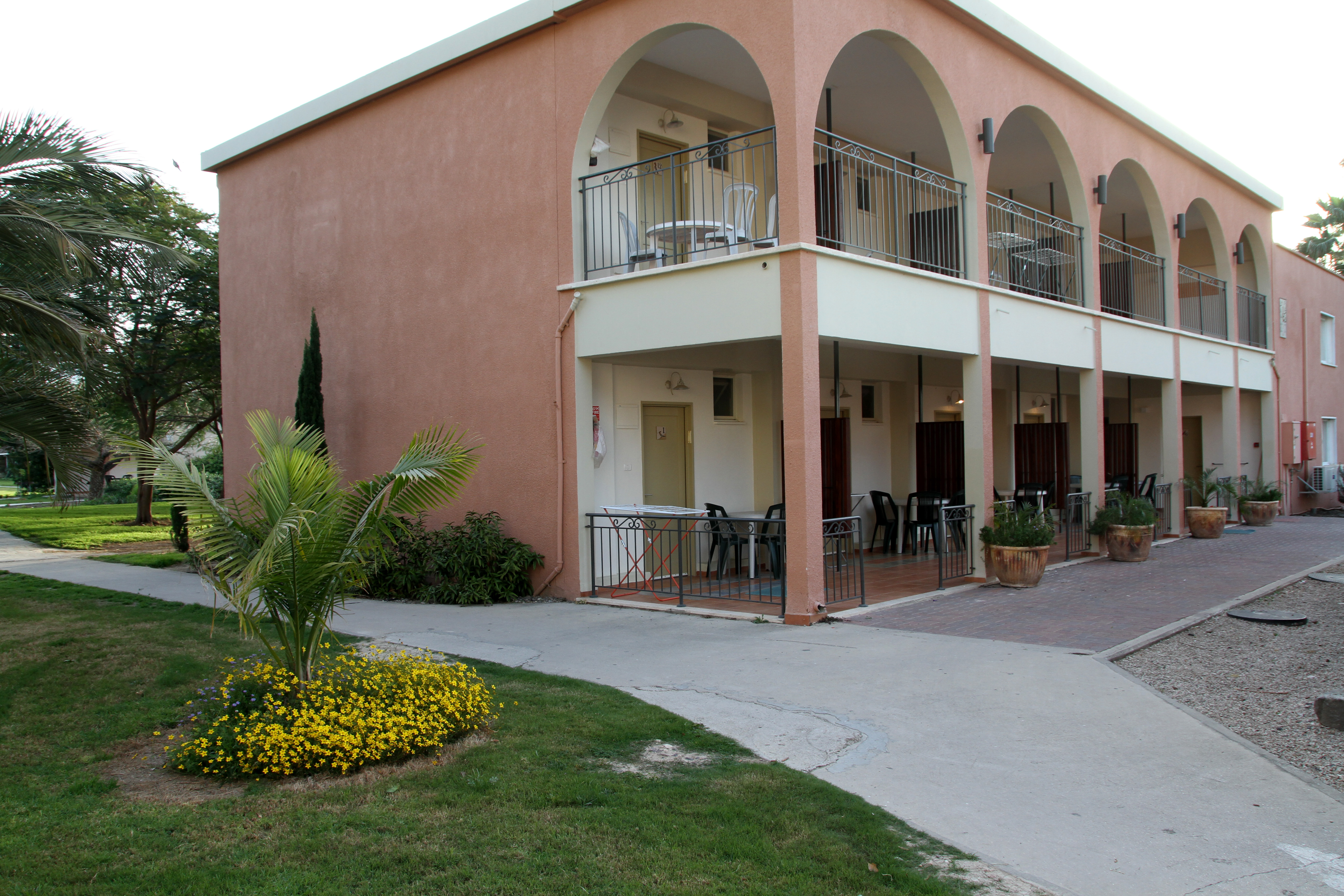
Dům pro hosty
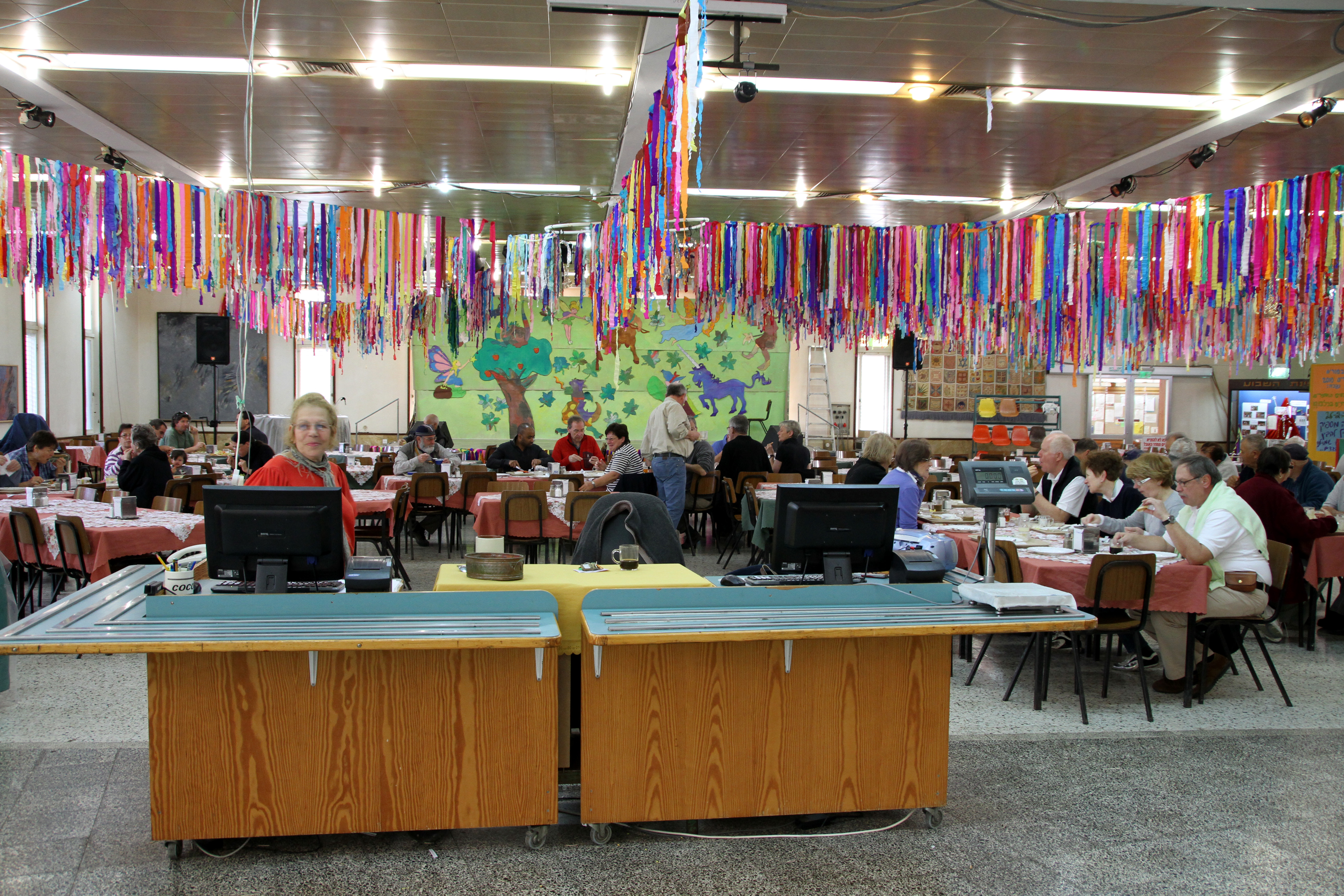
Kantýna
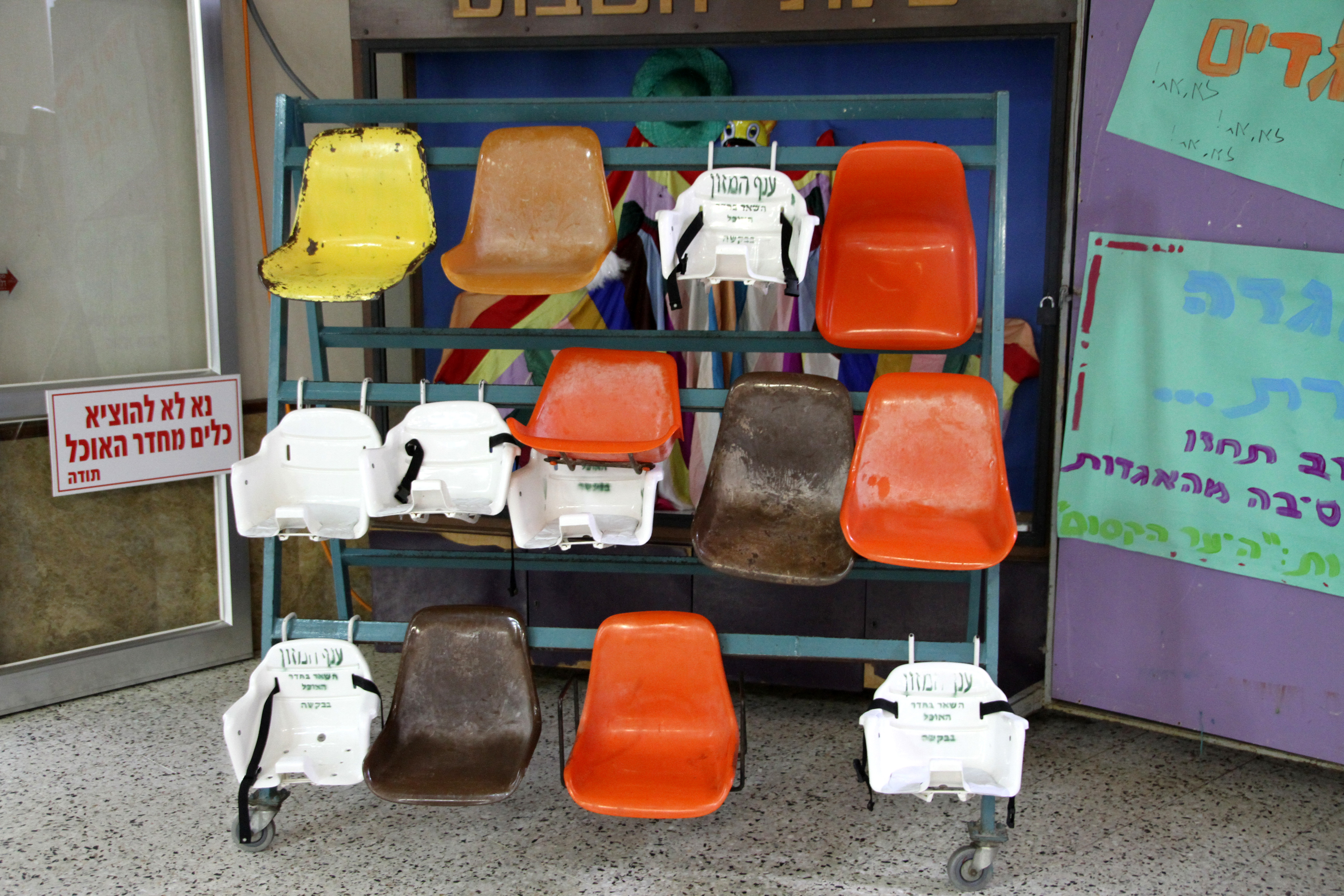
Dětské sedačky
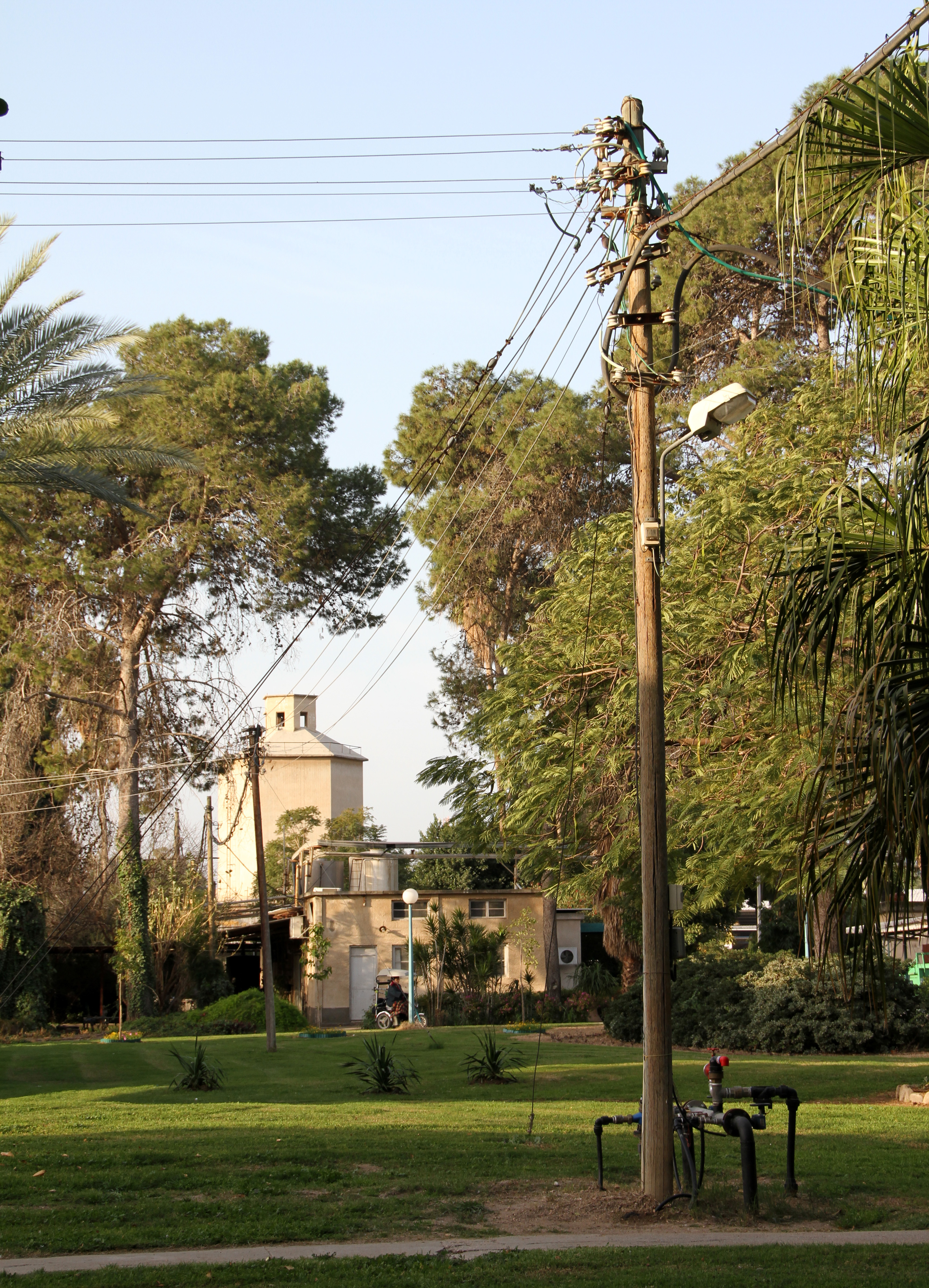
Infrastruktura
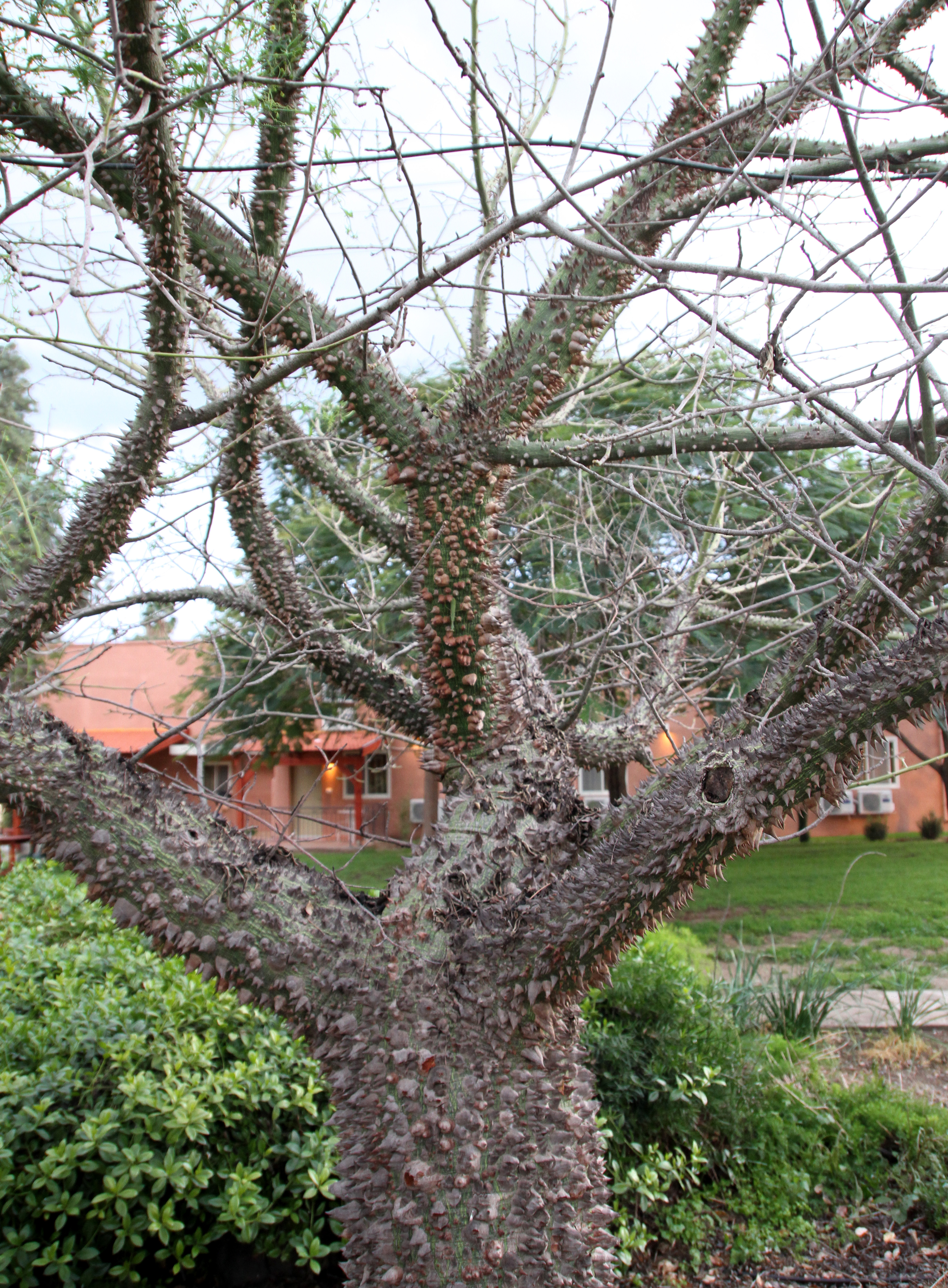
Park
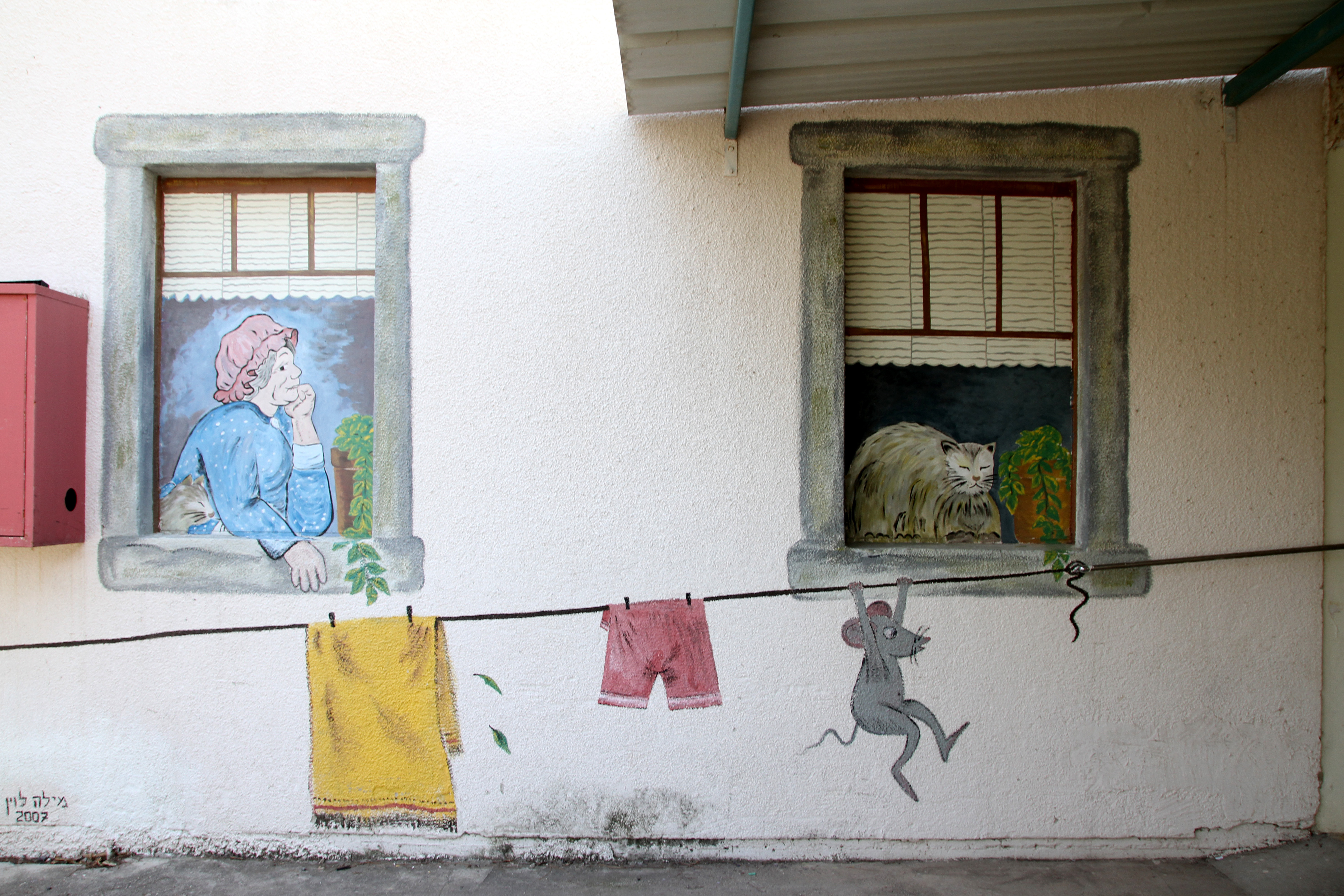
Umělecká díla
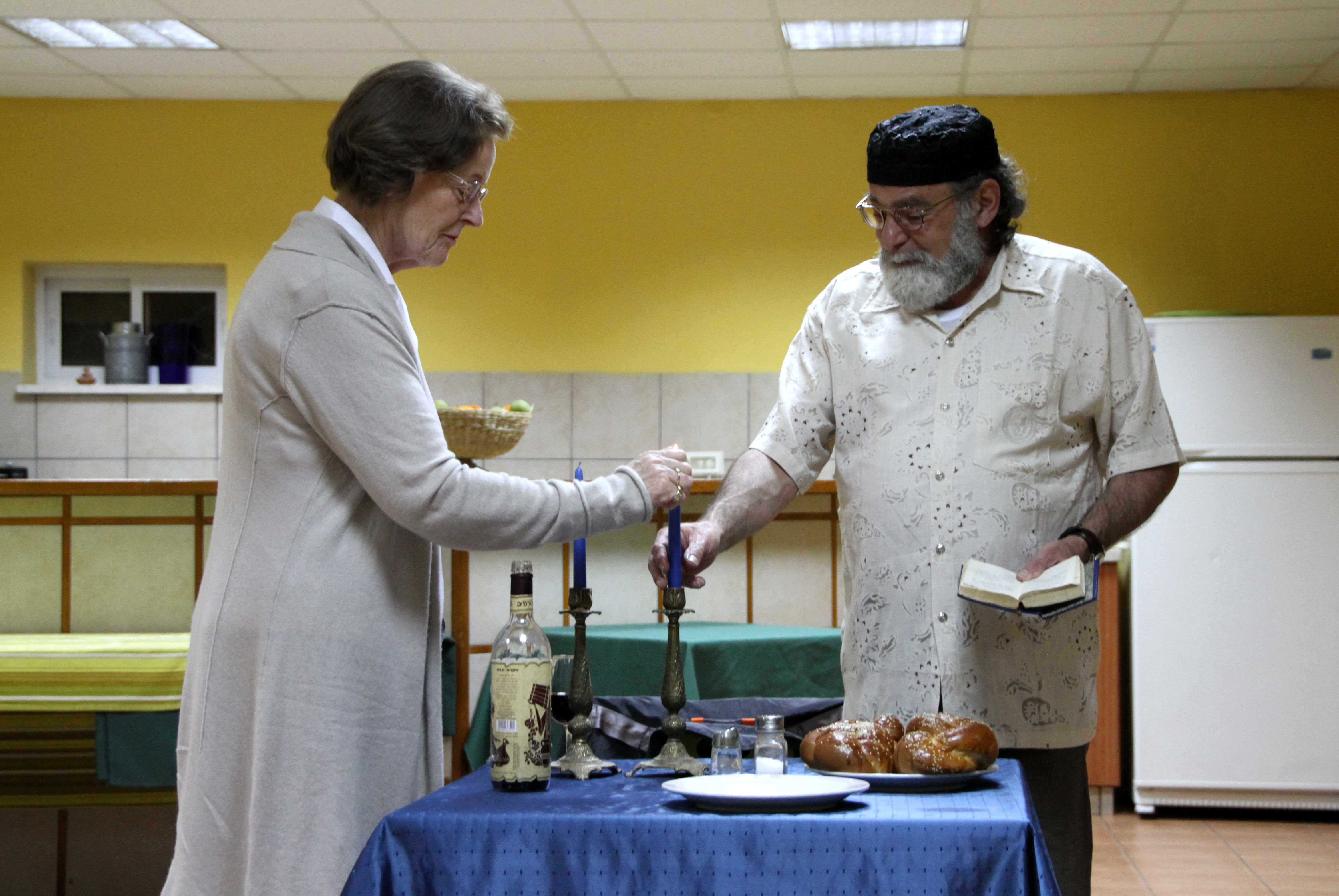
Sobotní oslava